# Thomas Wilson (1788-1867)

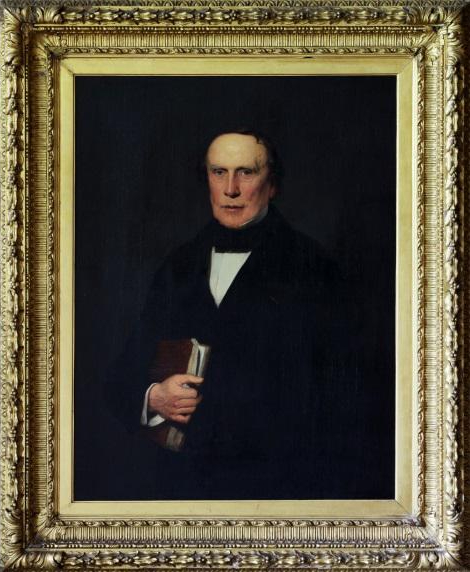
Portretschilderij

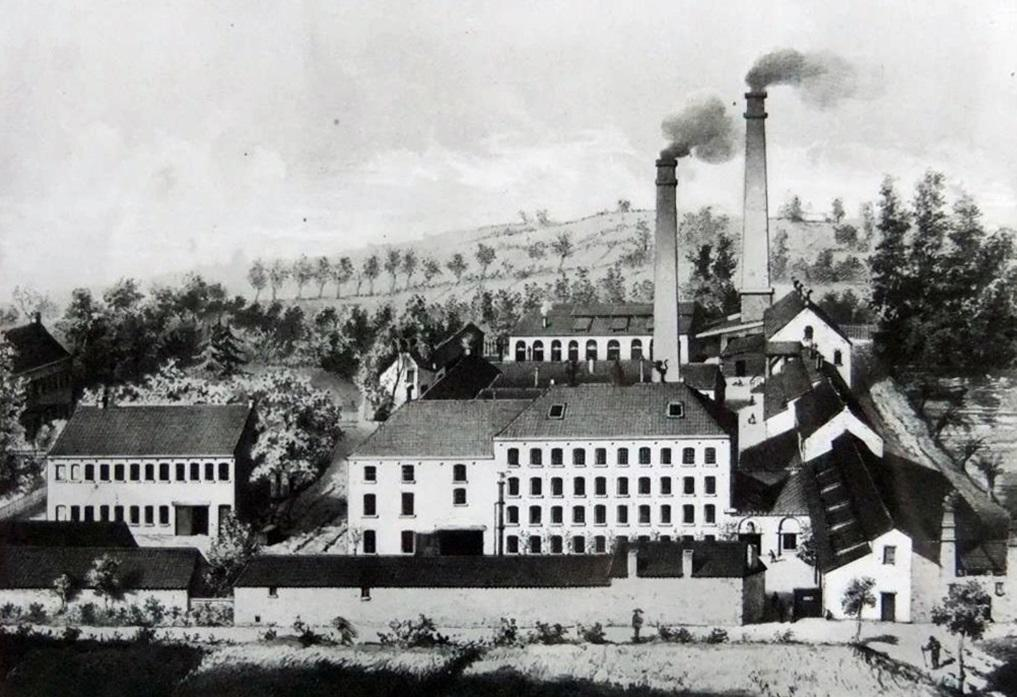
Fabriek in de Stallestraat in Ukkel

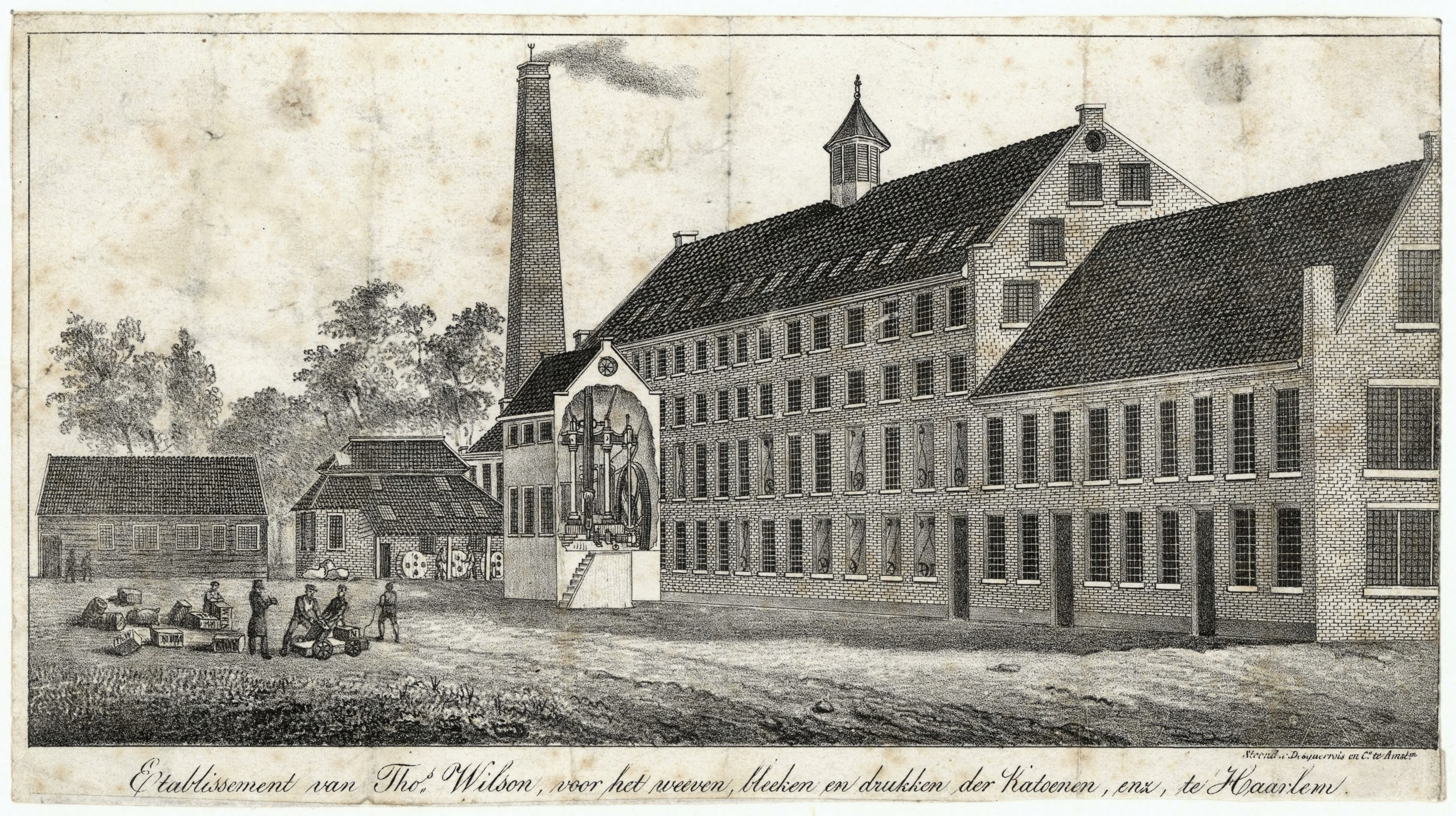
Fabriek aan de Oranjekade in Haarlem

Thomas Wilson (Whalley, 15 september 1788 – Londen, 12 augustus 1867) was een Brits textielfabrikant actief in Brussel en Haarlem.

## Leven
Hij kwam uit de industriestreek Lancashire en volgde tot 14 jaar middelbaar onderwijs in Clitheroe. Bij zijn neef in Accrington werkte hij in de katoendrukkerij Taylor, Fort & Co. en leerde hij over chemisch gemaakte kleuren. Met de opgedane kennis ging hij naar Londen om met zijn broer John Wilson in de katoenhandel te werken. Hij bleef er tot hij in de crisis van 1814 emigreerde.
In 1815 vestigde Wilson zich met zijn gezin in de Brusselse Eikstraat, waar ook zijn landgenoot Thomas Gray woonde. Hij importeerde textiel uit Groot-Brittannië en hield kantoor in de Hertogstraat 39. Ook kocht hij een wateraangedreven fabriek en nam hij een patent op een bleektoestel. In 1825 richtte hij Thomas Wilson & Sons op en kocht hij een lagedrukstoommachine aan van de Hall brothers uit Dartford. In zijn fabriek in de Stallestraat werkten honderden arbeiders aan het weven, bleken en bedrukken van katoen. 
Tijdens de Belgische Revolutie van 1830 werd de fabriek in brand gestoken. Na het verlies van het industriële zuiden wilde koning Willem I der Nederlanden fabrieken aantrekken in het noorden. De Nederlandsche Handel Maatschappij, met wie Wilson al zaken deed, benaderde hem in 1832 met de vraag om een nieuwe katoenfabriek te beginnen in Haarlem. Hij kreeg een lening van 200.000 gulden aan 2% en verhuisde het volgende jaar. De nieuwe fabriek werkte op stoomkracht en stelde 450 personen tewerk. De lozing van afvalwater in de Leidsevaart zorgde voor contestatie. In 1852 stemde hij het stadsbestuur gunstig door een collectie van 565 tekeningen aan te kopen en te schenken. Twee jaar later liet hij een groot historiestuk maken voor de stad. Met zijn zoon John Waterloo Wilson investeerde Thomas in de spoorwegen. Hij was in 1845 aandeelhouder en bestuurder van de Nederlandsche Rhijnspoorweg-Maatschappij.
Na de dood van zijn vrouw in 1848 hertrouwde Wilson in Londen. Hij werd begraven op het kerkhof van West Norwood.

## Familie
Met zijn eerste vrouw Elisabeth Gunnis († 1848) had Wilson de volgende kinderen:
- Mary Wilson (1812-1814)
- Hélène Wilson (1814-1874), getrouwd met de advocaat Jules Vautier
- John Waterloo Wilson (1815-1883)
- Elisabeth Jeanne Wilson (1821), getrouwd met de advocaat Louis Vanoverbeke
- James Taylor Wilson (1823-1824)
- Ann Wilson (1825-1838)

Hij hertrouwde in 1849 te Islington met Mary Jones (1815-1895). 

## Publicaties
- De l'influence des capitaux anglais, l'industrie européenne, depuis la Révolution de 1688 jusqu'en 1846, Bruxelles 1847, 217 p.
- England's foreign policy, or, Gren-Whigs and Cotton-Whigs with Lord Palmerston's pet Belgian constitution of Catholic and Liberals, London, 1852, 174 p.
- Jotting on money; or a few remarks on currency, coinage, and a new decimal system, with the theory of annulair coinage, London 1853, 105 p.
- An enquiry into the origin and intimate nature of Malaria, London, 1858, 136 p.